# Oratoire de Sainte-Mitre
L'oratoire de Sainte-Mitre est un oratoire situé à Aix-en-Provence, au 490 Chemin de Bouenhoure Haut.

## Histoire
Le monument fait l'objet d'une inscription au titre des monuments historiques par arrêté du 22 juillet 1935.